# 15960 Hluboká
15960 Hluboká là một tiểu hành tinh vành đai chính với chu kỳ quỹ đạo là 1611.1632128 ngày (4.41 năm).
Nó được phát hiện ngày 2 tháng 2 năm 1998.